# 107 (عدد)
107 (مائة وسبع) هو عدد صحيح. يلي العدد 106 ويسبق العدد 108 وهو عدد طبيعي موجب.